# Anthaxia cratomerella
Anthaxia cratomerella es una especie de escarabajo del género Anthaxia, familia Buprestidae. Fue descrita científicamente por Bílý & Svoboda en 2001.